# Damme
Damme település Németországban, azon belül Alsó-Szászország tartományban. Lakosainak száma 17 686 fő (2023. december 31.). Damme Holdorf, Diepholz, Lembruch, Bohmte, Neuenkirchen-Vörden és Steinfeld községekkel határos.

## Fekvése
Osnabrücktől északkeletre fekvő település.

## Története
A település és környéke már a kora neolitikum idején is lakott hely volt, az itt napvilágra került régészeti leletek alapján, de számos megalitikus sír, bronz- és vaskori sír is napvilágra került itt, ami aa terület folyamatos lakottságáról árulkodik.
Később, 785-ben a frankok, Nagy Károly hódította meg, s vált a lakosság kereszténnyé. Az első temploma 850-950 körül épült fel. Azonban Damme legrégebbi ismert írásos említése csak 1180-ból való.
Ezután évszázadokra nyúló összecsapások kezdődtek a dammei plébánia szuverén jogaiért Münster és Osnabrück között egészen 1817-ig, amikor Damme az Oldenburgi (1829-től Nagyhercegség) része lett.
A hely a kora középkorban kézműves és kereskedelmi központ, valamint egyházi és közigazgatási központ volt.

## Nevezetességek
- Szt. Viktor templom
- Karnevál

## Itt születtek, itt éltek
2288/5000
A város fiai és leányai
- Johannes Pohlschneider (1899-1981) 1954 és 1974 között Aachen püspöke
- Theodor Hillenhinrichs (1901-1990) német politikus és parlamenti képviselő (CDU)
- Anton Cromme (1901-1953), gyógyszerész és parlamenti képviselő (CDU)
- J. Hermann Siemer (1902-1996), német politikus (CDU) tagja
- Hans Cromme (1904-?), Mérnök és menedzser
- Carl Cromme (1908-?), Építészmérnök és építész

## Galéria

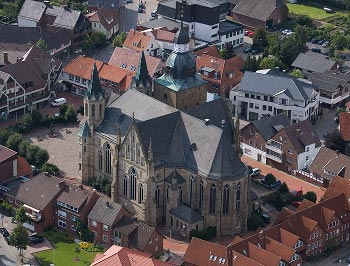
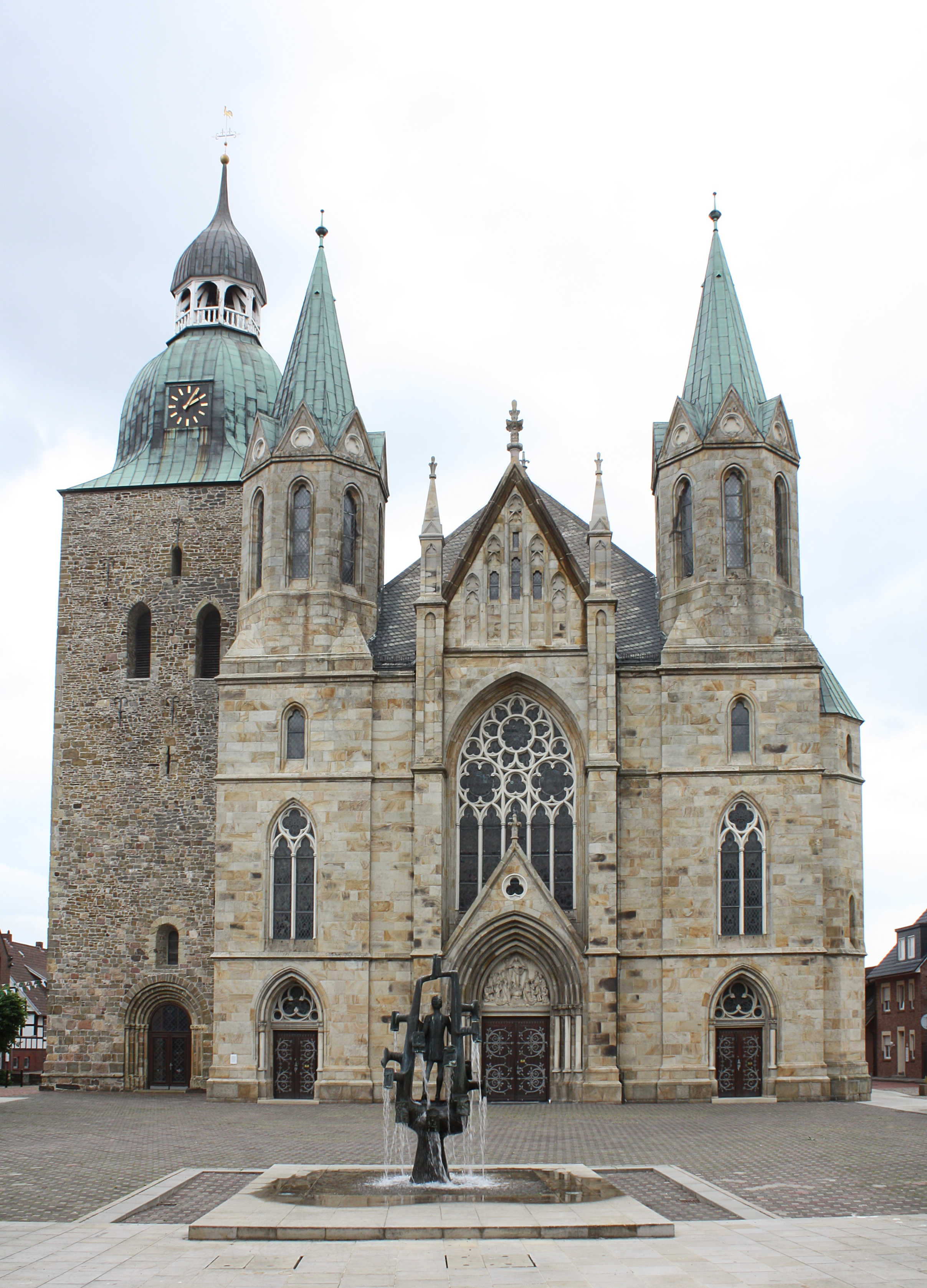
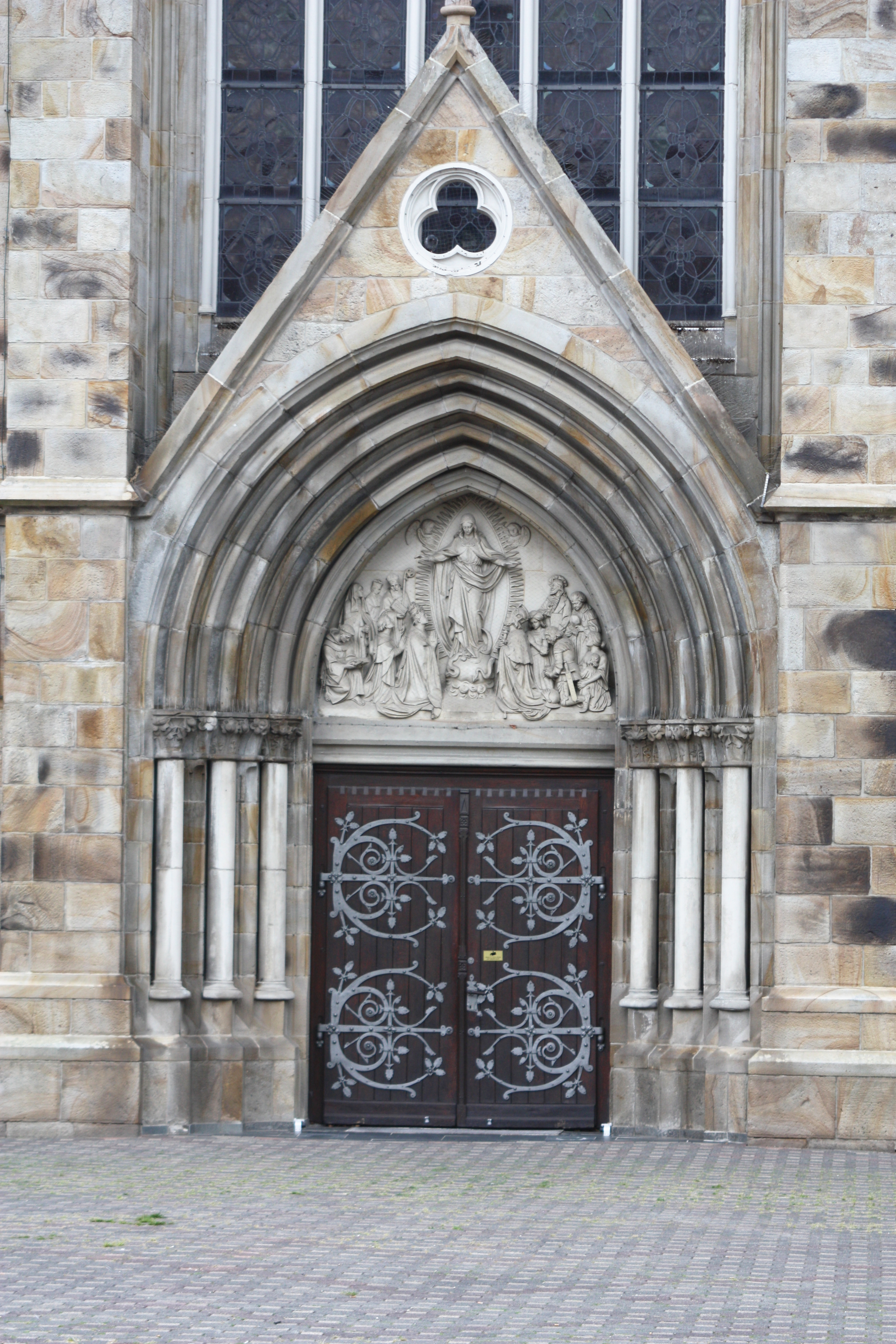
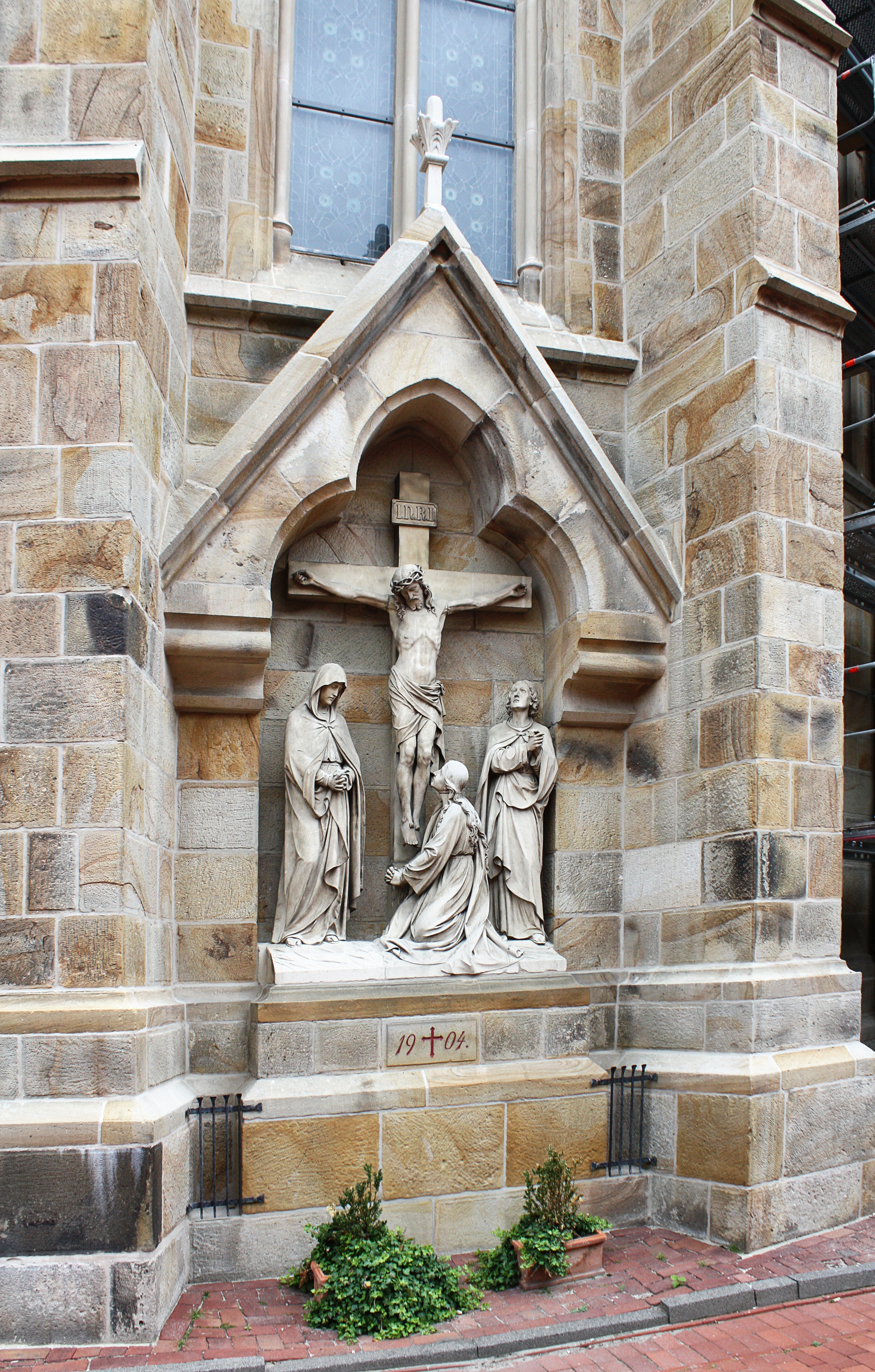
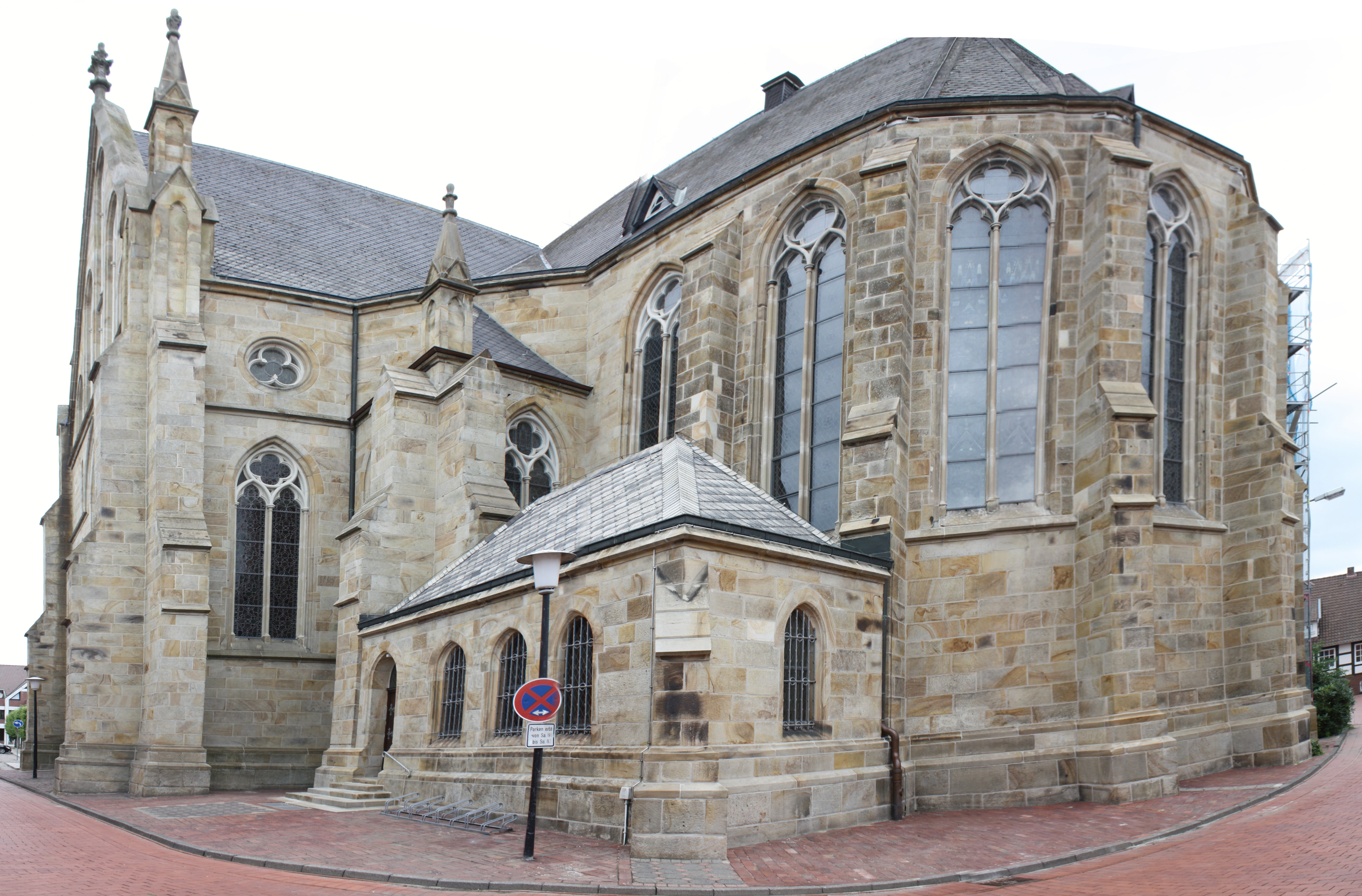
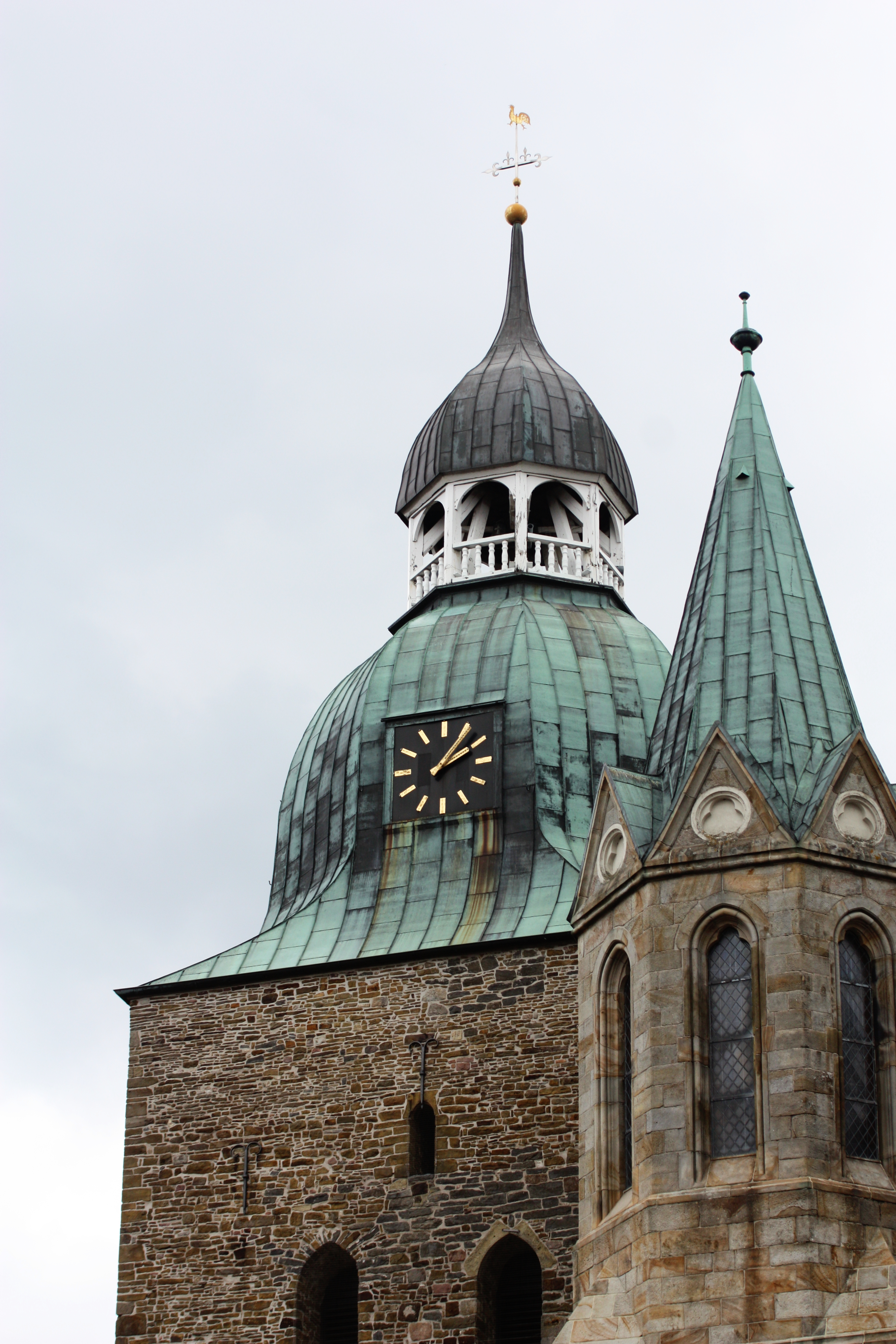
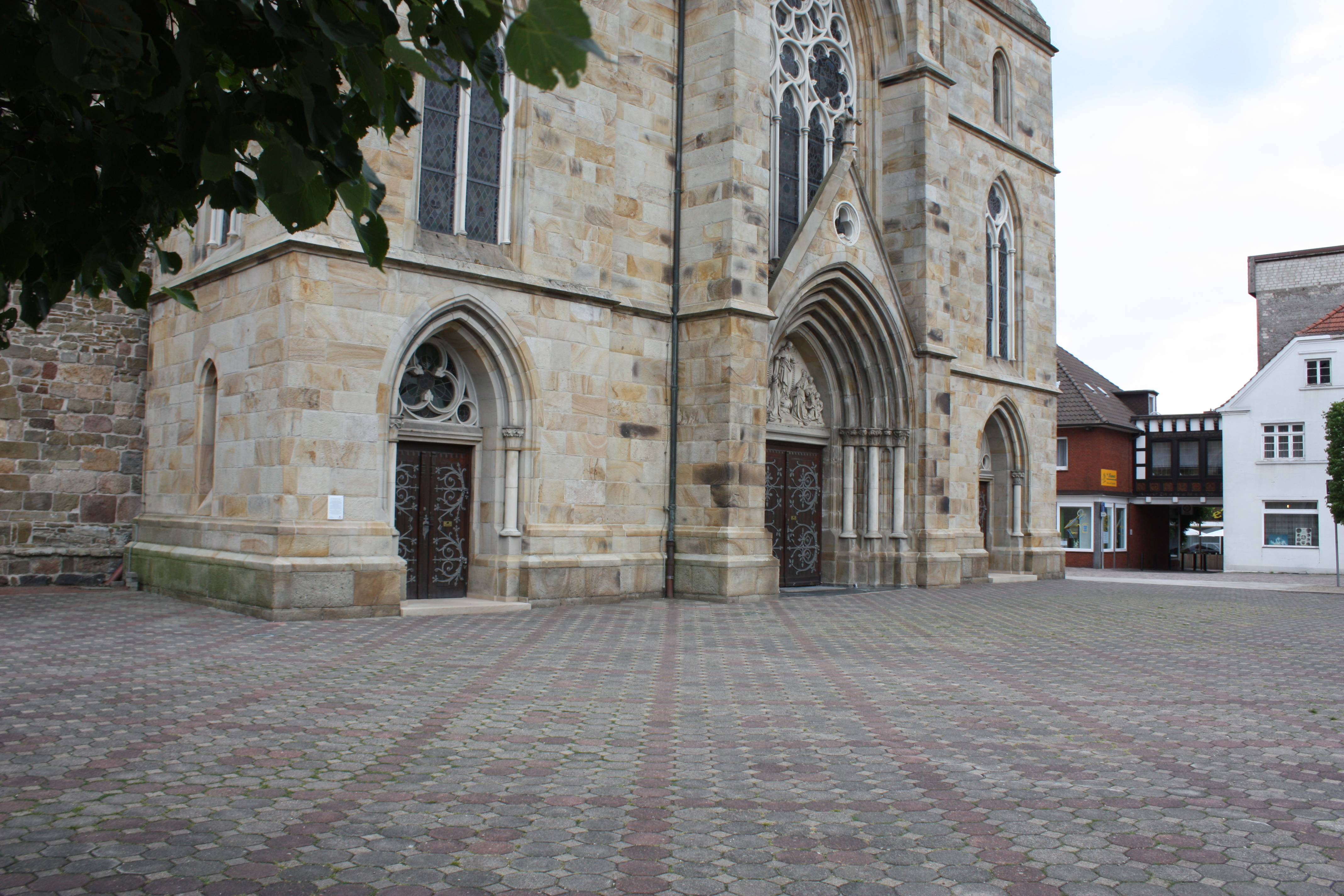
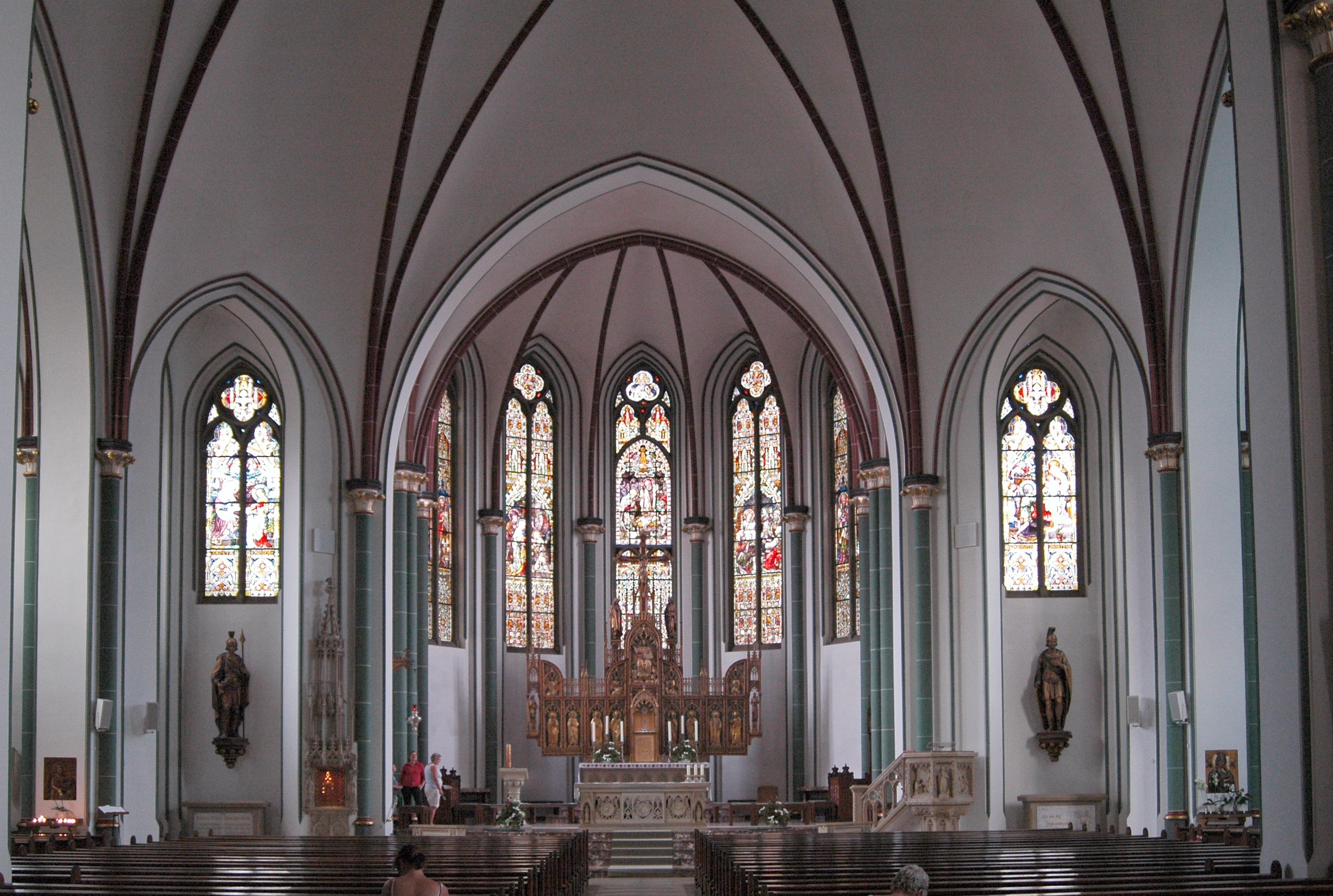
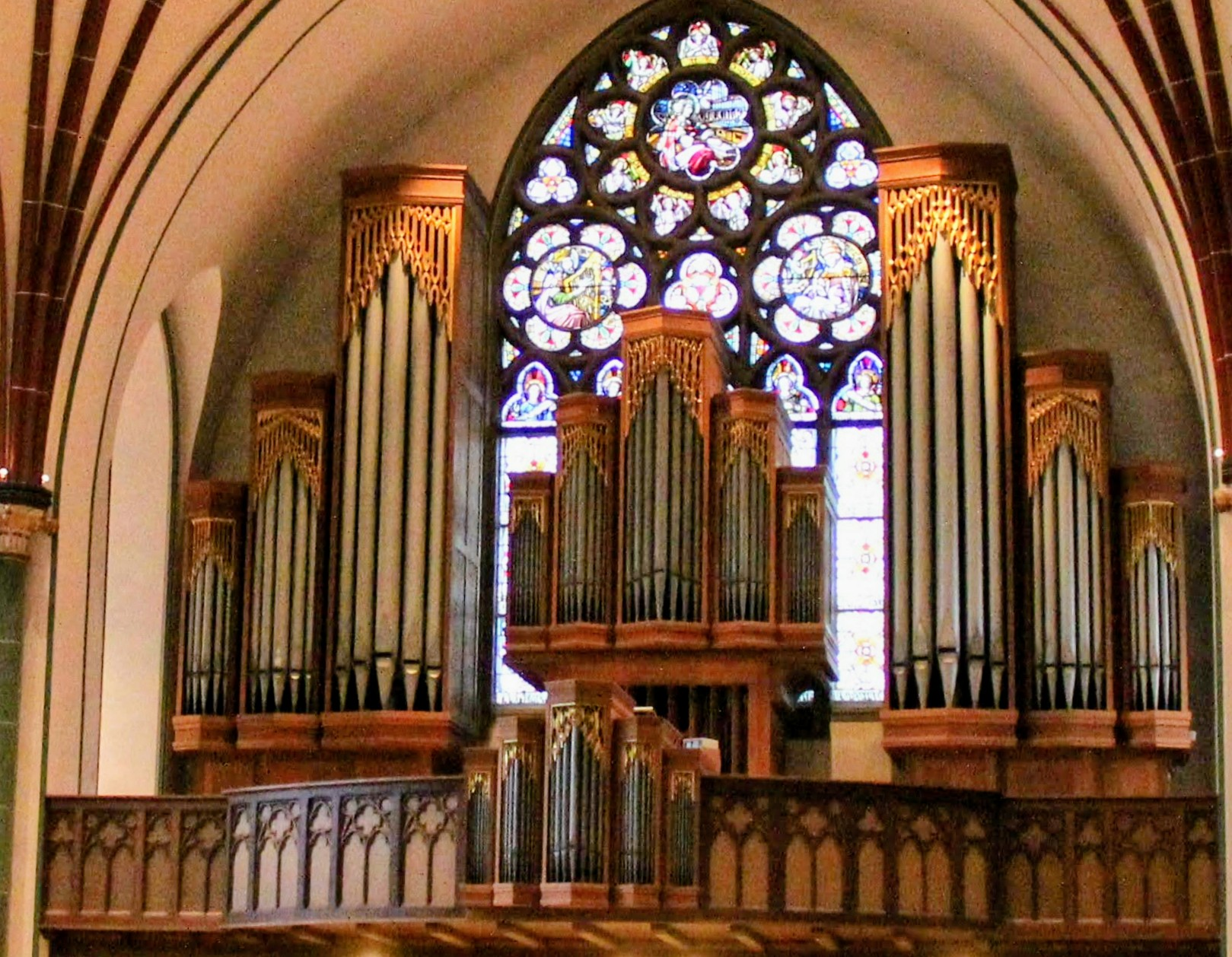
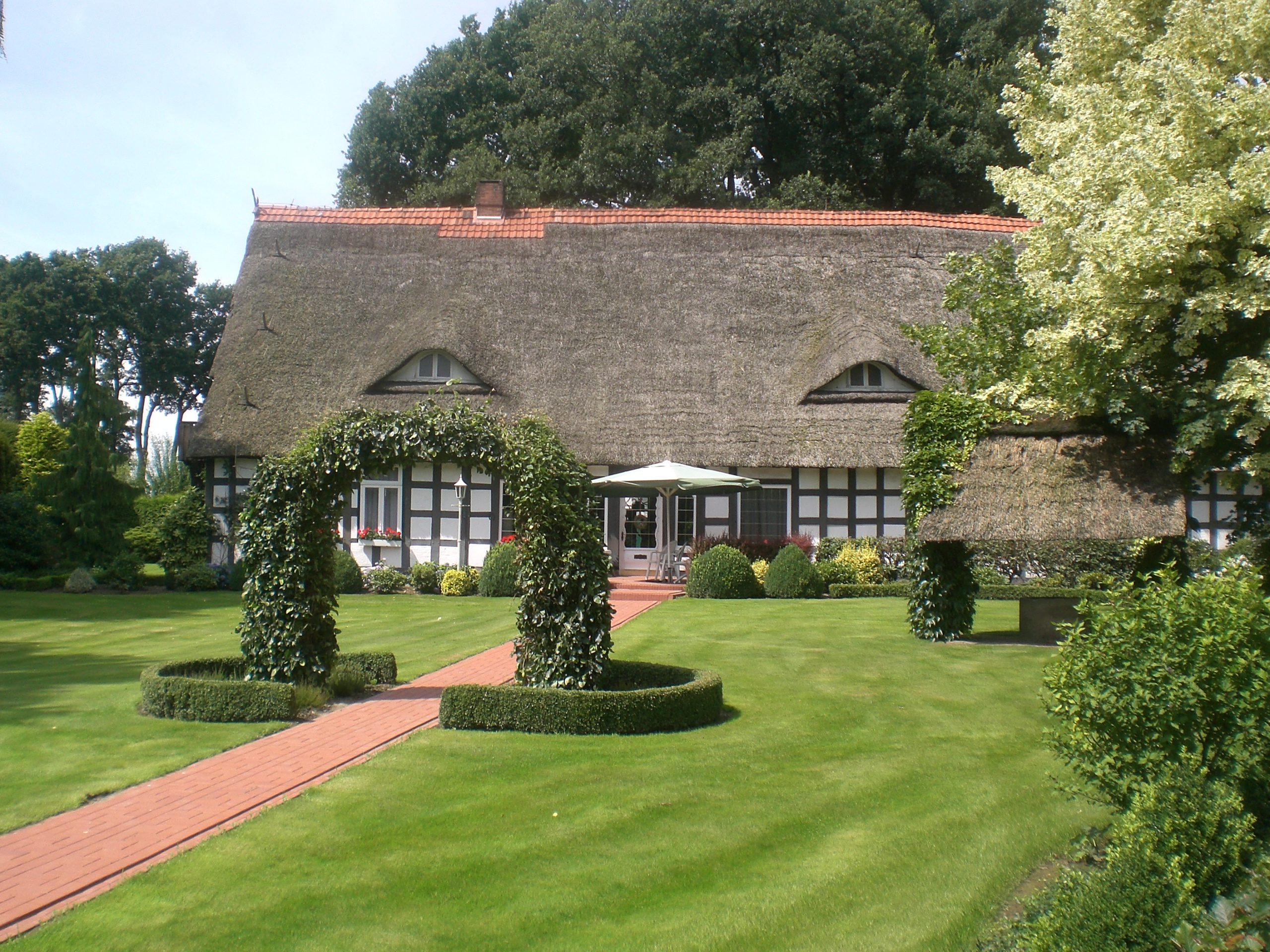
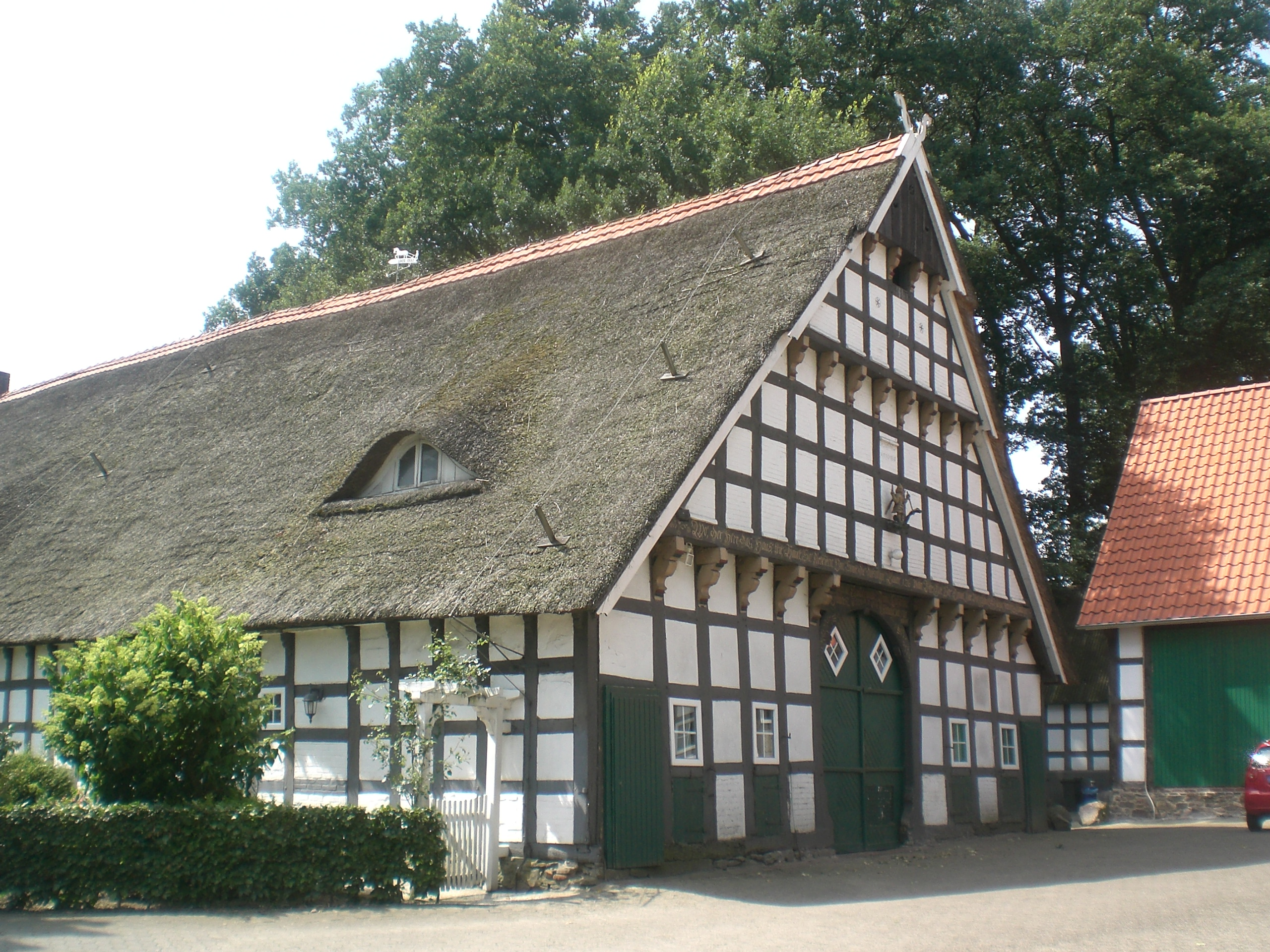
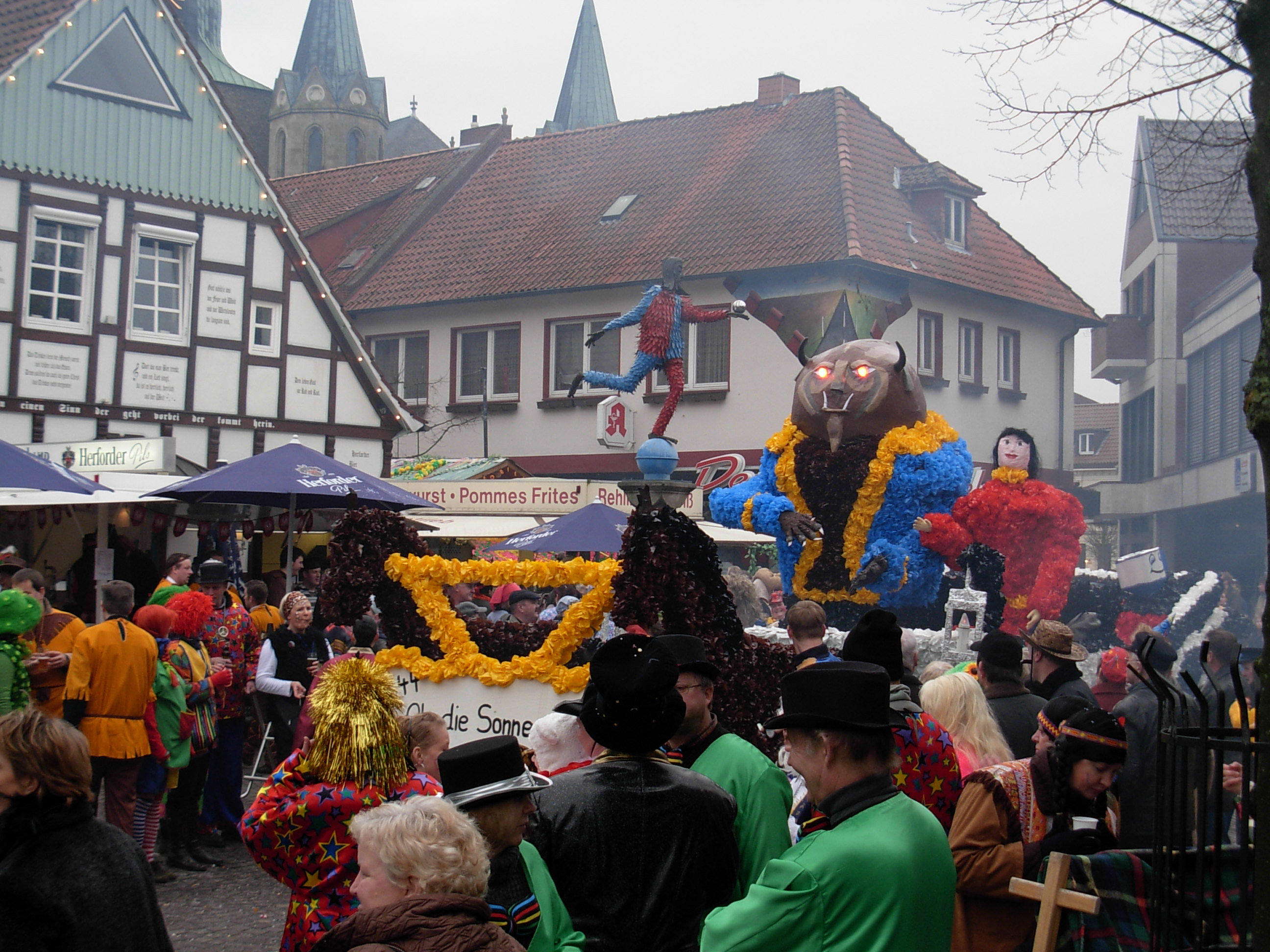
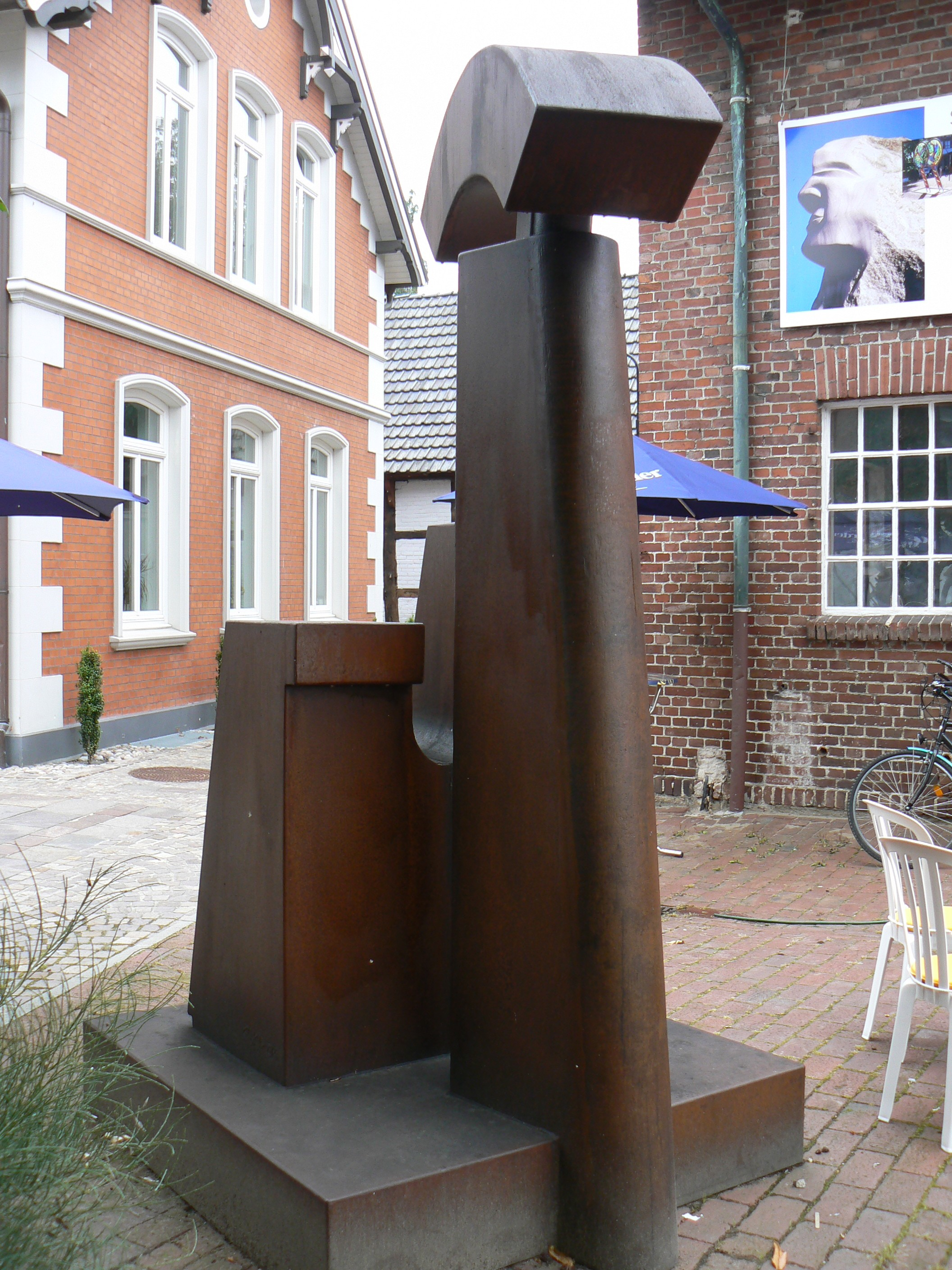
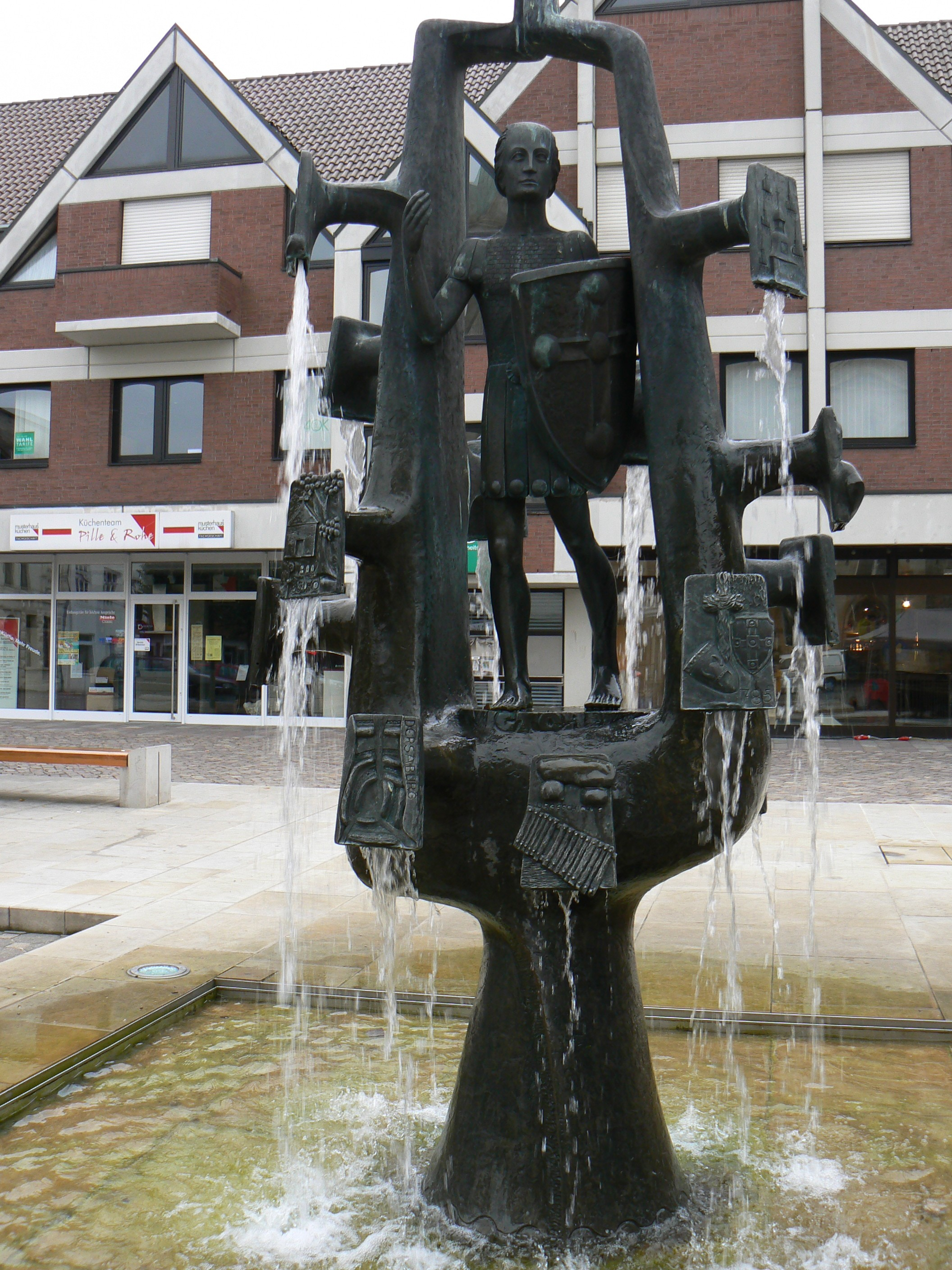
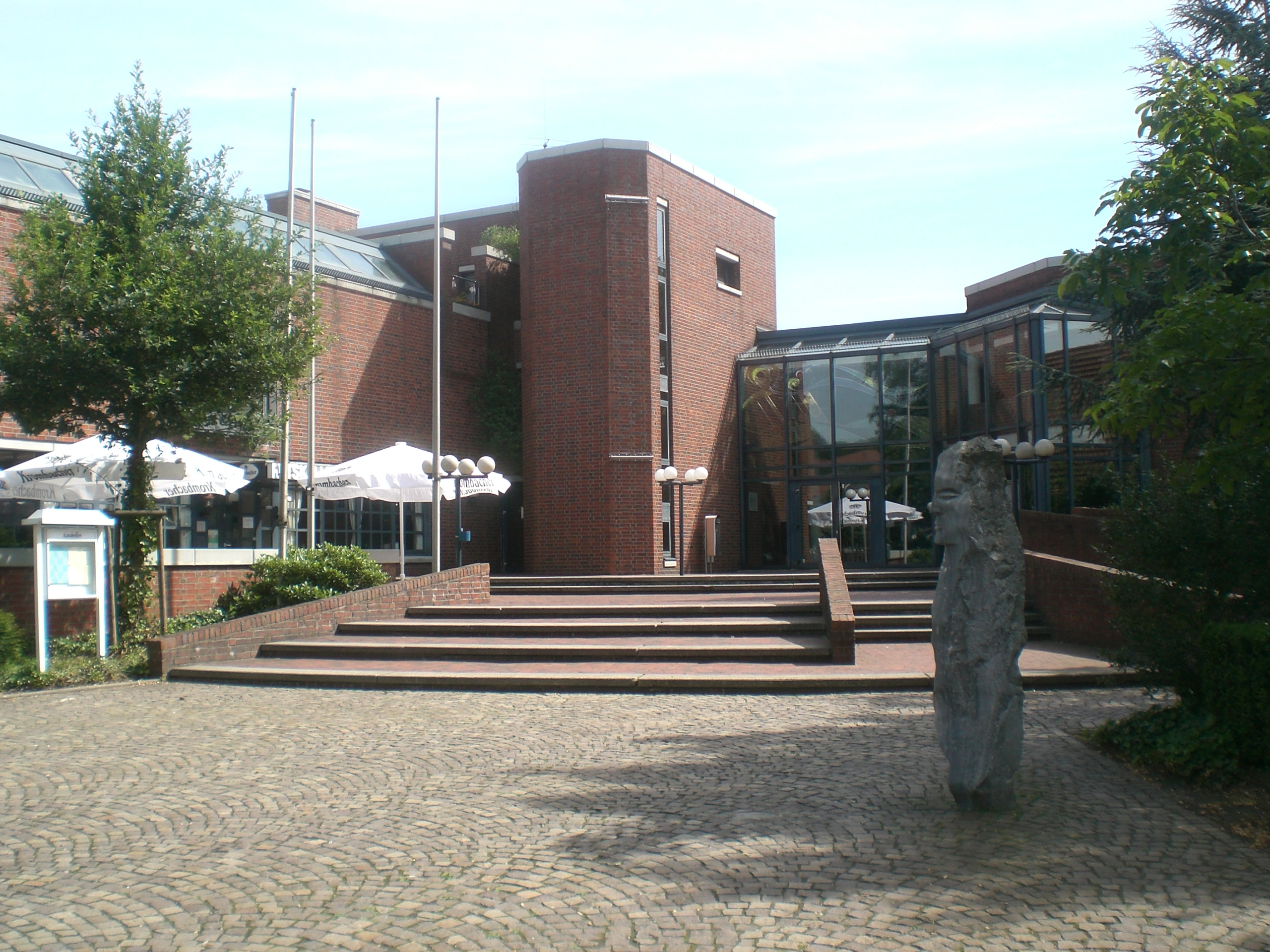
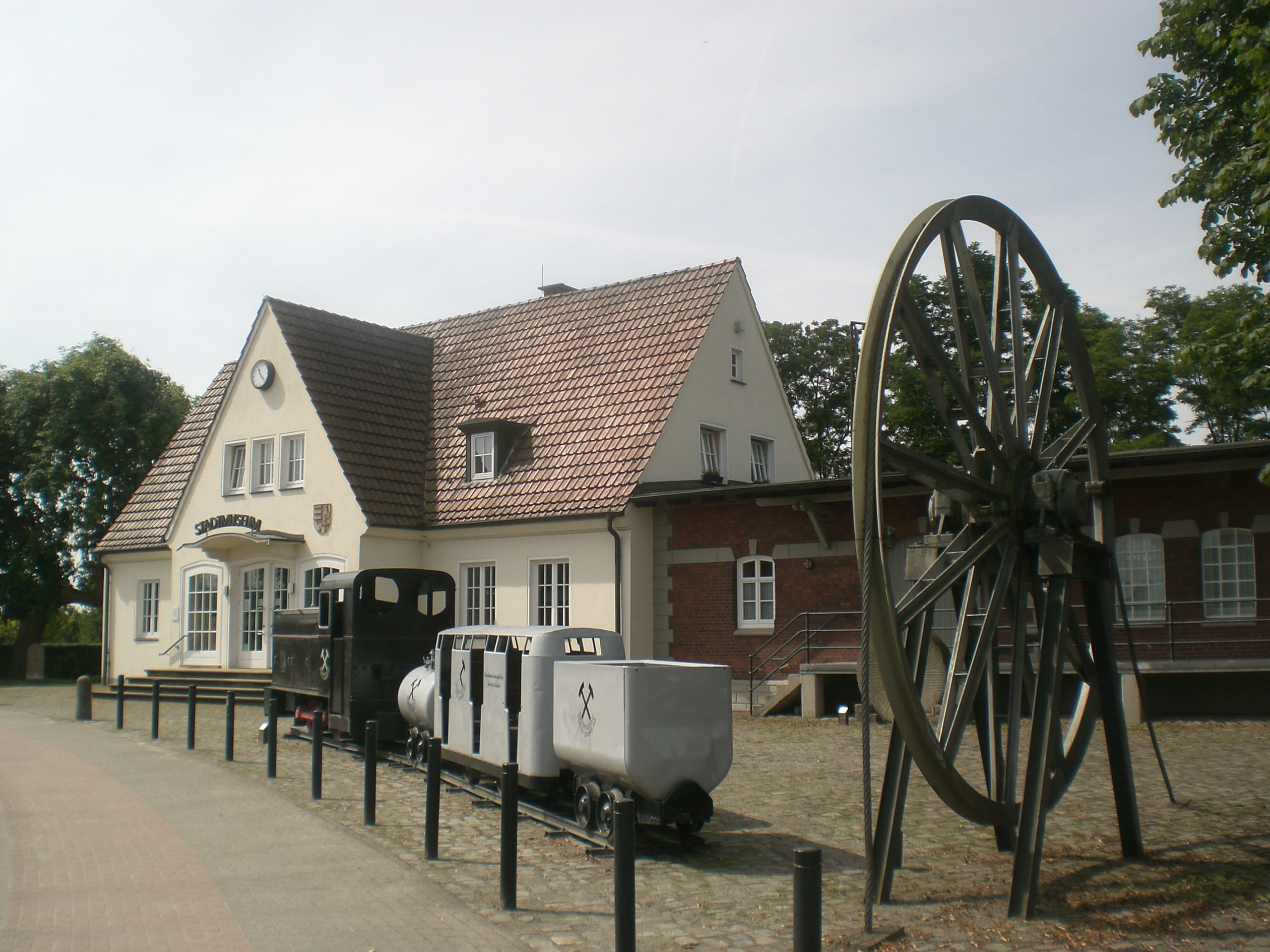

## Népesség
A település népességének változása:
| Lakosok száma | 16 693 | 16 940 | 17 049 | 17 127 | 17 366 | 17 639 | 17 686 |
|               | 2014   | 2016   | 2017   | 2019   | 2021   | 2022   | 2023   |